# 詹姆斯·威尔逊 (田径运动员)
詹姆斯·威尔逊（英語：James Wilson，1891年10月2日—1973年），英国男子田径运动员，主攻长跑。他曾代表英国参加1920年夏季奥林匹克运动会田径比赛，获得男子团体越野银牌和男子10000米铜牌。